# Hunga (Vavaʻu)
Hunga (auch: Hounga, Huga) ist eine Insel in der tonganischen Inselgruppe Vavaʻu. Im Jahr 2021 hatte Hunga 172 Bewohner.

## Geographie
Hunga ist mit 4,69 km² eine der größeren Inseln im Archipel Vavaʻu. Sie liegt am westlichen Rand des Atolls, zwischen der Faihava Passage und dem Ava-Pulepulekai-Kanal, der weit ins Zentrum der Inselgruppe und bis ins Zentrum der Hauptinsel führt. Zusammen mit Luafatu, Luamoko und ihren „kleinen Schwestern“ Valetoamamaha, Valetoakakau, Kalau, Fofoa, Foelifuka und Foeata bildet sie eine eigene, fast zusammenhängende Inselgruppe mit einer kleinen Lagune. Im Osten sind die nächstgelegenen Inseln Nuapapu, Vakaʻeitu und im Süden Totokafonua.
Die Insel selbst tritt im Norden mit der Landzunge Matahunga bis auf etwa drei Kilometer an das Kap Fata (Longomapu) von Vavaʻu heran. In dem Kanal liegt neben dem bereits erwähnten Luafatu noch Tuʻungasika auf der Seite von Vavaʻu. Hunga bildet im Süden mit seinen Schwesterineln eine kleine Lagune, in der die Inseln Valetoamamaha und Valetoakakau liegen. Nahe dem Nordrand der Lagune befindet sich der Hauptort der Insel.

## Klima
Das Klima ist tropisch heiß, wird jedoch von ständig wehenden Winden gemäßigt. Ebenso wie die anderen Inseln der Vavaʻu-Gruppe wird Hunga gelegentlich von Zyklonen heimgesucht.